# Stefan Petrow
Stefan Petrow (bulgarisch Стефан Петров, engl. Transkription Stefan Petrov; * 19. Mai 1936 in Stara Sagora) ist ein ehemaliger bulgarischer Ringer. Er war Vize-Weltmeister 1969 im griechisch-römischen Stil im Schwergewicht.

## Werdegang
Stefan Petrow begann als Jugendlicher mit dem Ringen. Er kam zu Beginn der 1960er Jahre in die bulgarische Nationalmannschaft der Ringer im griechisch-römischen Stil. Trainiert wurde er in der Nationalmannschaft von Ljuben Brusew, Swetoslaw Stoitschew, Dimitar Dobrew und Philip Kriwiralchew. Obwohl er in Bulgarien in seiner Gewichtsklasse, dem Halbschwergewicht (bis 97 kg Körpergewicht) und ab 1969 im Schwergewicht (bis 100 kg Körpergewicht) härteste Konkurrenz hatte (z. B. den zweifachen Olympiasieger von 1964 und 1968 Bojan Radew) kam er doch zu einigen Einsätzen bei internationalen Meisterschaften.
1963 startete er in der bulgarischen Mannschaft bei einem Länderkampf gegen die Bundesrepublik Deutschland und besiegte dabei im Halbschwergewicht den deutschen Meister Johann Meilhammer. 1964 belegte er beim renommierten "Iwan-Poddubny"-Turnier in Moskau hinter Rostom Abaschidse aus der UdSSR u. Lucjan Sosnowski aus Polen den 3. Rang.
Im Jahre 1966 siegte er in Ljubljana bei den Balkan-Spielen im Halbschwergewicht vor dem Türken Gürbüz Lü und dem Jugoslawen Josip Čorak. Im gleichen Jahr wurde er dann auch erstmals bei einer internationalen Meisterschaft, der Europameisterschaft in Essen, eingesetzt. Er kam dort zu Siegen über den starken Polen Czesław Kwieciński und Eugen Wiesberger aus Österreich, unterlag aber gegen Nicolae Martinescu aus Rumänien und Per Svensson aus Schweden und kam damit auf den undankbaren, weil medaillenlosen, 4. Platz.
Bei der Europameisterschaft 1967 in Minsk brachte Stefen Petrow im Halbschwergewicht ein Sieg über Heinz Kiehl aus der BRD, ein Unentschieden gegen Nicolae Martinescu und eine Niederlage gegen Ferenc Kiss aus Ungarn den 9. Platz ein. Bei der Weltmeisterschaft 1967 in Bukarest wurde er im Schwergewicht (Gewichtsklasse über 100 kg Körpergewicht) eingesetzt. Er besiegte dort den Schweizer Karl Bachmann und brachte das Kunststück fertig, gegen den 45 kg schwereren Olympiasieger von 1964 István Kozma aus Ungarn unentschieden zu ringen. Den nächsten Kampf gegen den mehrmaligen Weltmeister Anatoli Roschtschin aus der UdSSR verlor er aber nach Punkten, womit er ausschied und einen guten 6. Platz belegte.
Auch bei der Europameisterschaft 1968 in Västerås wurde Stefan Petrow im Schwergewicht eingesetzt. Er besiegte dort den Rumänen Constantin Busoiu, kämpfte gegen Ragnar Svensson aus Schweden unentschieden und unterlag dem Tschechen Petr Kment. Er belegte mit diesen Ergebnissen den 9. Platz. Bei den Olympischen Spielen 1968 in Mexiko-Stadt startete in der angestammten Gewichtsklasse von Stefan Petrow, dem Halbschwergewicht sein Landsmann Bojan Radew und wurde Olympiasieger. Stefan Petrow musste wieder in das Schwergewicht ausweichen, für das er eigentlich viel zu leicht war. Er kam trotzdem zu Siegen über Roland Bock aus der BRD und Robert Roop aus den Vereinigten Staaten. Gegen Anatoli Roschtschin und István Kozma unterlag er und kam im Endergebnis auf den 6. Platz.
Bei der im März 1969 in Mar del Plata stattfindenden Weltmeisterschaft waren nach einer Gewichtsklassenreform durch den internationalen Ringerverband (FILA) erstmals 10 statt der bisherigen 8 Gewichtsklassen ausgeschrieben. Stefan Petrow kämpfte im Schwergewicht, das nunmehr bis 100 kg reichte. Darüber gab es ab 1969 als neue Gewichtsklasse das Superschwergewicht (über 100 kg Körpergewicht). Stefan Petrow besiegte in Mar del Plata Siegfried Hell aus der Schweiz und Tore Hem aus Norwegen und rang gegen Nikolai Jakowenko aus der UdSSR unentschieden. Diese Ergebnisse reichten für ihn bei dieser schwach besetzten Weltmeisterschaft zum Vize-Weltmeistertitel.
1970 war Stefan Petrow dann noch einmal bei der Weltmeisterschaft in Edmonton am Start. Im Schwergewicht kam er dabei zu Siegen über Rudolf Lüscher aus der Schweiz u. Wacław Orłowski aus Polen, während er gegen Ferenc Kiss aus Ungarn und Gıyasettin Yılmaz aus der Türkei unentschieden rang. Er landete damit auf dem 4. Platz.
Danach war er bei keiner internationalen Meisterschaft mehr am Start.

## Internationale Erfolge
| Jahr | Platz | Wettbewerb                        | Gewichtsklasse | |
| 1964 | 3.    | "Iwan-Poddubny-Rurnier" in Moskau | Halbschwer     | hinter Rostom Abaschidse, UdSSR u. Lucjan Sosnowski, Polen                                                                                            |
| 1966 | 1.    | Balkan-Spiele in Ljubljana        | Halbschwer     | vor Gürbüz Lü, Türkei u. Josip Čorak, Jugoslawien |
| 1966 | 4.    | EM in Essen                       | Halbschwer     | mit Siegen über Czesław Kwieciński, Polen u. Eugen Wiesberger, Österreich u. Niederlagen gegen Nicolae Martinescu, Rumänien u. Per Svensson, Schweden |
| 1967 | 6.    | "Iwan-Poddubny"-Turnier in Moskau | Halbschwer     | hinter Wassili Merkulow u. Nikolai Jakowenko, bde. UdSSR, Ferenc Kiss, Ungarn, Aimo Mäenpää, Finnland u. Wassili Kot, UdSSR                           |
| 1967 | 9.    | EM in Minsk                       | Halbschwer     | mit einem Sieg über Heinz Kiehl, BRD, einem Unentschieden gegen Nicolae Martinescu u. einer Niederlage gegen Ferenc Kiss                              |
| 1967 | 6.    | EM in Bukarest                    | Schwer         | mit einem Sieg über Karl Bachmann, Schweiz, einem Unentschieden gegen István Kozma, Ungarn u. einer Niederlage gegen Anatoli Roschtschin, UdSSR       |
| 1968 | 9.    | EM in Västerås                    | Schwer         | mit einem Sieg über Constantin Busoiu, Rumänien, einem Unentschieden gegen Ragnar Svensson, Schweden u. einer Niederlage gegen Petr Kment, CSSR       |
| 1968 | 6.    | OS in Mexiko-Stadt                | Schwer         | mit Siegen über Roland Bock, BRD u. Robert Roop, USA und Niederlagen gegen Anatoli Roschtschin und István Kozma                                       |
| 1969 | 2.    | WM in Mar del Plata               | Schwer         | mit Siegen über Siegfried Hell, Schweiz u. Tore Hem, Norwegen u. einem Unentschieden gegen Nikolai Jakowenko, UdSSR                                   |
| 1970 | 4.    | WM in Edmonton                    | Schwer         | mit Siegen über Rudolf Lüscher, Schweiz u. Wacław Orłowski, Polen und Unentschieden gegen Ferenc Kiss u Gıyasettin Yılmaz, Türkei                     |

Anm.: alle Wettbewerbe im griechisch-römischen Stil, WM = Weltmeisterschaft, EM = Europameisterschaft, Halbschwergewicht, bis 1968 bis 97 kg, danach bis 90 kg Körpergewicht, Schwergewicht, bis 1968 über 97 kg, danach bis 100 kg, Superschwergewicht, ab 1969 über 100 kg Körpergewicht